# Jurisdição
Dá-se o nome de jurisdição (do latim juris, "direito", e dicere, "dizer") ao poder que detém o Estado para aplicar o direito ao caso concreto, com o objetivo de solucionar os conflitos de interesses e, com isso, resguardar a ordem jurídica e a autoridade da lei.

## Definição
Em seu sentido tradicional, a jurisdição compete apenas aos órgãos do Poder Judiciário. Contudo, modernamente, já é aceita a noção de que outros órgãos também exercem a função jurisdicional, desde que exista autorização constitucional. Um exemplo é a competência que foi dada ao Senado Federal para julgar o Presidente da República em caso de crime de responsabilidade.
Em direito administrativo também se fala em "jurisdição administrativa", bem como em "jurisdição" simplesmente como o limite da competência administrativa de um órgão público.
Do ponto de vista da teoria da separação dos poderes, a jurisdição é a função precípua do Poder Judiciário, sendo-lhe acrescida, em alguns sistemas jurídicos nacionais, a função do controle de constitucionalidade.
Como regra, a função jurisdicional é exercida somente diante de casos concretos de conflitos de interesses, quando provocada pelos interessados.
No sentido coloquial, a palavra jurisdição designa o território (estado ou província, município, região, país, países-membros etc.) sobre o qual este poder é exercido por determinada autoridade ou Juízo.
O tema da jurisdição é objeto de estudo das disciplinas de direito constitucional, direito internacional privado, direito processual e direito administrativo, dentre outras.
O tema cabe o Estado aplicar, da melhor forma estabelecida pela lei, a base disso é a Constituição Brasileira.

## Características da jurisdição no direito brasileiro
A jurisdição no direito brasileiro possui as seguintes características:
1. Unidade
2. Secundariedade
3. Imparcialidade
4. Substitutividade
5. Pressuposto do descumprimento(Violação) do direito.

## Princípios da jurisdição no Direito brasileiro
1. Inevitabilidade
2. Indeclinabilidade
3. Investidura
4. Indelegabilidade
5. Inércia
6. Aderência
7. Unicidade
8. Improrrogabilidade
9. Imprescindibilidade

O princípio da Inércia é também característica da jurisdição o fato de que os órgãos jurisdicionais são, por sua própria índole, inertes (nemo judex sine atore; ne procedat judex ex officio). Tal característica é inerente ao princípio da demanda, ou princípio da ação, ou princípio da iniciativa das partes, o qual indica que o Poder Judiciário, órgão incumbido de oferecer a jurisdição, para movimentar-se no sentido de dirimir os conflitos de interesses, depende da provocação do titular da ação. Como decorrência do princípio da demanda, o juiz não pode instaurar o processo. Mesmo porque tal situação acabaria por ser contraproducente, pois, sendo a finalidade maior da jurisdição a pacificação social, sua atuação sem a provocação do interessado viria, em muitos casos, fomentar conflitos e discórdias onde não existiam. Além disso, a experiência evidencia que, quando o próprio juiz toma a iniciativa de instaurar o processo, dificilmente teria ele condições para julgar imparcialmente. Por isso, fica a critério do próprio interessado a provocação do Estado-juiz ao exercício da função jurisdicional. Somente em casos especialíssimos a própria lei institui certas exceções à regra da inércia dos órgãos jurisdicionais. “Entre as situações mais relevantes que permitem ao Estado-juiz prestar a tutela jurisdicional sem provocação, de ofício, encontra-se o inventário, disposto no ad. 989, CPC, segundo o qual ‘o juiz determinará, de oficio, que se inicie, o inventário, se nenhuma das pessoas mencionadas nos artigos antecedentes o requerer no prazo legal”’ (Carvalho Figueiredo, 2008,41).
O princípio da investidura significa que a jurisdição só será exercida por quem tenha sido regularmente investido na autoridade de juiz.
O princípio da aderência ao território corresponde à limitação da própria soberania nacional ao território do país. A jurisdição pressupõe um território em que ela é exercida. Os magistrados só têm autoridade nos limites territoriais do Estado. Além disso, como os juízes são muitos no mesmo país, distribuídos em comarcas (Justiças Estaduais) ou seções judiciárias (Justiça Federal), também se infere daí que cada juiz só exerce a sua autoridade nos limites do território sujeito por lei à sua jurisdição. Assim, por exemplo, o STF e o STJ exerce a jurisdição sobre todo o país, o Tribunal de Justiça de cada Estado-membro sobre o território deste. Atos fora do território em que o juiz exerce a jurisdição depende da cooperação do juiz do lugar (carta precatória e rogatória).
O princípio da indelegabilidade resulta do princípio constitucional segundo o qual é vedado a qualquer dos Poderes delegar atribuições. Como dos demais Poderes, a CF fixa o conteúdo das atribuições do Poder Judiciário, e não pode a lei alterar a distribuição feita pelo legislador constituinte. Nem mesmo pode um juiz, atendendo a seu próprio critério e talvez à sua própria conveniência, delegar funções a outro órgão. É que cada magistrado, exercendo a função jurisdicional, não o faz em nome próprio e muito menos por um direito próprio, mas o faz em nome do Estado, agente deste que é.
O princípio da inevitabilidade significa que a autoridade dos órgãos jurisdicionais, sendo uma emanação da soberania estatal, impõe-se por si mesma, independentemente da vontade das partes ou de eventual pacto de aceitarem os resultados do processo. A situação das partes perante o Estado-juiz é de sujeição, que independe de sua vontade e consiste na impossibilidade de evitar que sobre elas e sobre sua esfera de direitos se exerça a autoridade estatal. 
O princípio da inafastabilidade da jurisdição (ou princípio do controle jurisdicional ou princípio da indeclinabilidade), expresso no art. 5º, XXXV, da CF, garante a todos o acesso ao Poder Judiciário, o qual não pode deixar de atender a quem venha a juízo deduzir uma pretensão fundada no direito e pedir solução para ela. Não pode a lei “excluir da apreciação do Poder Judiciário qualquer lesão ou ameaça a direito”, nem pode o juiz, a pretexto de lacuna ou obscuridade da lei, escusar-se de proferir decisão (CPC, art. 126).

## Jurisdição contenciosa e jurisdição voluntária
A jurisdição voluntária não tem uma sentença, e sim um procedimento, possui caráter administrativo e soluciona negócios judiciais com os particulares negociando entre si, havendo a participação de um juiz para homologar a decisão, e eventualmente há uma figura como mediador, arbitro ou conciliador. Enquanto a jurisdição contenciosa é onde o Direito tem como objetivo a pacificação social, havendo assim um caráter jurisdicional, com a substituição da vontade das partes, a emissão de uma sentença que determina o que deve ser feito e com uma aplicação coercitiva das decisões.
Importante: Com o advento da Lei n. 11.441 /2007, tanto a separação como o divórcio, desde que consensuais, podem ser realizados no cartório, por meio de escritura pública, de forma mais simplificada. Os procedimentos de separação e de divórcio extrajudiciais não ferem o direito de ação, pois não são de uso obrigatório, mas faculdade conferida aos separandos ou aos divorciandos, que podem requerer a instauração do processo de separação consensual (jurisdição voluntária) ou, preferindo, realizá-los pela via extrajudicial.

## Equivalentes jurisdicionais
A atividade jurisdicional prestada pelo Estado não é o único meio de eliminação dos conflitos, prevendo a lei meios que lhe são equivalentes, embora possam ser objeto de controle pelo Judiciário. Por serem menos formais, são métodos mais rápidos e baratos que a prestação jurisdicional. Os equivalentes mais comuns são a autotutela, a autocomposição e a mediação. Existe polêmica sobre a natureza da arbitragem, existindo quem a classifique como jurisdição e outros como mero equivalente jurisdicional.